# ککالاواتا
ککالاواتا (به لاتین: Kekelawatta) یک منطقهٔ مسکونی در سری‌لانکا است که در استان مرکزی (سری‌لانکا) واقع شده‌است.